# اختلال ضال (فرنشايز)
اختلال ضال (بالإنجليزية: Breaking Bad)‏ هو امتياز درامي عن الجريمة الغربية الجديدة تم إنشاؤه بواسطة المخرج الأمريكي فينس غيليغان، ويستند أساسًا إلى المسلسل التلفزيوني اختلال ضال لعامي 2008-2013، ومسلسله البادئة/التتمة من الأفضل الاتصال بسول 2015-2022، والفيلم التتمة السابق لعام 2019 إل كامينو: بريكنغ باد موفي، وسلسلة الرسوم المتحركة السابقة لعام 2022، سليبين جيمي. يُشار أحيانًا إلى العالم الخيالي بشكل غير رسمي باسم «جيلفيرسي».

## وصلات خارجية
- – الموقع الرسمي، سوني بيكتشرز (بالإنجليزية)
- اختلال ضال على نتفليكس (الاشتراك مطلوب)
- اختلال ضال  في قاعدة بيانات الأفلام على الإنترنت (بالإنجليزية)
- – الموقع الرسمي، إيه إم سي (بالإنجليزية)
- من الأفضل الاتصال بسول على نتفليكس (الاشتراك مطلوب) (بالإنجليزية)
- من الأفضل الاتصال بسول  في قاعدة بيانات الأفلام على الإنترنت (بالإنجليزية) (بالإنجليزية)